# Tom Donahue (disc jockey)
Tom Donahue, anche soprannominato "Big Daddy" (South Bend, 21 maggio 1928 – 28 aprile 1975), è stato un disc jockey e produttore discografico statunitense.

## Biografia

### Gioventù
Donahue nacque Thomas Francis Coman nella località dell'Indiana South Bend, ed era figlio di Thomas F. e Mary Jane, che lavoravano per la testata giornalistica South Bend (IN) News-Times. Quando il padre del futuro disc jockey venne assunto in qualità di giornalista presso l'Associated Press, la famiglia si trasferì con lui a Detroit nel 1934. Sul finire degli anni 1930, su richiesta dell'azienda, Thomas, Mary Jane e il loro figlio si trapiantarono a Washington.

### Primi anni di carriera
La carriera radiofonica di Donahue ebbe iniziò durante i primi mesi del 1949, quando lavorava per la WTIP (che sarà poi affiliata al gruppo Mutual Broadcasting System). Donahue gestì una rubrica mattutina chiamata Coffee with Coman dapprima a Charleston (Virginia Occidentale) e, diversi anni dopo, a Filadelfia, dove venne messo sotto contratto dalla WIBG, che abbandonerà nove anni dopo, nel 1960. Donahue si occupò di una rubrica settimanale dedicata alle "top 40" dei brani musicali del momento e recensiva nuovi singoli. Degna di nota è anche la sua parentesi politica in qualità di capo del Bristol Township Democratic Party, posizione che occupò per qualche tempo durante gli anni 1950. Donahue operò per qualche tempo anche per la WINX di St. Michaels, ma il suo presunto coinvolgimento nello scandalo payola lo avrebbe spinto a trasferirsi a San Francisco nel 1961. Donahue fu condotto  nella città californiana da Les Crane con i conduttori e disc jockey Peter Tripp della WMGM e Bobby Mitchell (vero nome Michael Guerra Jr.) della WIBG.

### Successo
Nel 1964, mentre faceva il disc jockey per la KYA (più tardi rinominata KOIT e KSFB) di San Francisco, Donahue e Mitchell formarono la Autumn Records, ricordata per aver contribuito al successo di Bobby Freeman e The Mojo Men e per aver incluso nel suo entourage il musicista e produttore Sly Stone. Donahue vendette la Autumn alla Warner nel 1966. Il disc jockey fondò, nel quartiere di Broadway di San Francisco, il nightclub Mothers, che era frequentato dalla controcultura psichedelica, e organizzò concerti presso il Cow Palace, l'Oakland Auditorium e il Candlestick Park con Mitchell. I due allestirono anche l'ultimo concerto dei Beatles presso il Candlestick, avvenuto il 29 agosto 1966.
Nel 1967, Donahue scrisse un articolo su Rolling Stone intitolato AM Radio Is Dead and Its Rotting Corpse Is Stinking Up the Airwaves ("La radio AM è morta e il suo cadavere in decomposizione sta facendo schifo alle onde radio") ove criticò il format radio Top 40. Successivamente si occupò della programmazione di KMPX, trasformandola nella KSAN, considerata, negli USA, la prima stazione freefom, che trasmette esclusivamente la musica selezionata dal suo disc jockey (una cosa che non accade nelle più convenzionali Radio FM). Inoltre, Donahue è considerato da alcuni critici l'inventore del format progressive/underground, dedito alla trasmissione di rock progressivo, e uno dei suoi principali programmatori radiofonici.
Dal 1969 fu anche manager di Leigh Stephens (l'ex chitarrista dei Blue Cheer), Micky Waller (membro dei Steampacket, i Trinity di Brian Auger, e il Jeff Beck Group), e Pete Sears (dei Silver Meter e Stoneground). In quegli anni, Donahue e sua moglie Raechel gestirono la programmazione di musica nelle stazioni freeform di Los Angeles KMET e KROQ. Nel 1972, egli divenne il direttore generale della KSAN, incoraggiando i DJ della sua emittente a riprodurre musica di epoche e generi diversi e ad intervallare la programmazione musicale a brevi documentari (alcuni dei quali sono documentati nell'album The Golden Age Of Underground Radio). Donahue morì di infarto nel 1975, all'età di 46 anni.

### Dopo la morte
Nel 1996 Donahue venne inserito nella Rock and Roll Hall of Fame nella categoria non-performer ed è uno dei soli tre disc jockey ad aver ricevuto tale onorificenza. Nel 2006 Donahue fu uno dei primi annoverati fra le "leggende radiofoniche" della Bay Area Radio Hall of Fame. Nel 2014 venne inserito nella Rock Radio Hall of Fame nella categoria "Legends of Rock Radio-Programming" per i suoi contributi presso la KSAN e la KMPX.

## Controversie
Donahue venne accusato di essere stato coinvolto nello scandalo payola, che fu oggetto di indagini nei confronti della WIBG e altre stazioni top 40, così come di celebrità quali Alan Freed e Dick Clark e di altri disc jockey del midwest e della East Coast. Stando ad alcuni documenti, Donahue avrebbe ricevuto oltre 1400 dollari dalla Universal Record Distributing di Filadelfia per riprodurre alcuni dischi di quest'ultima fra il 1957 e il 1959, e di aver rotto con la WIBG quando erano in corso le indagini.